# Eannatum

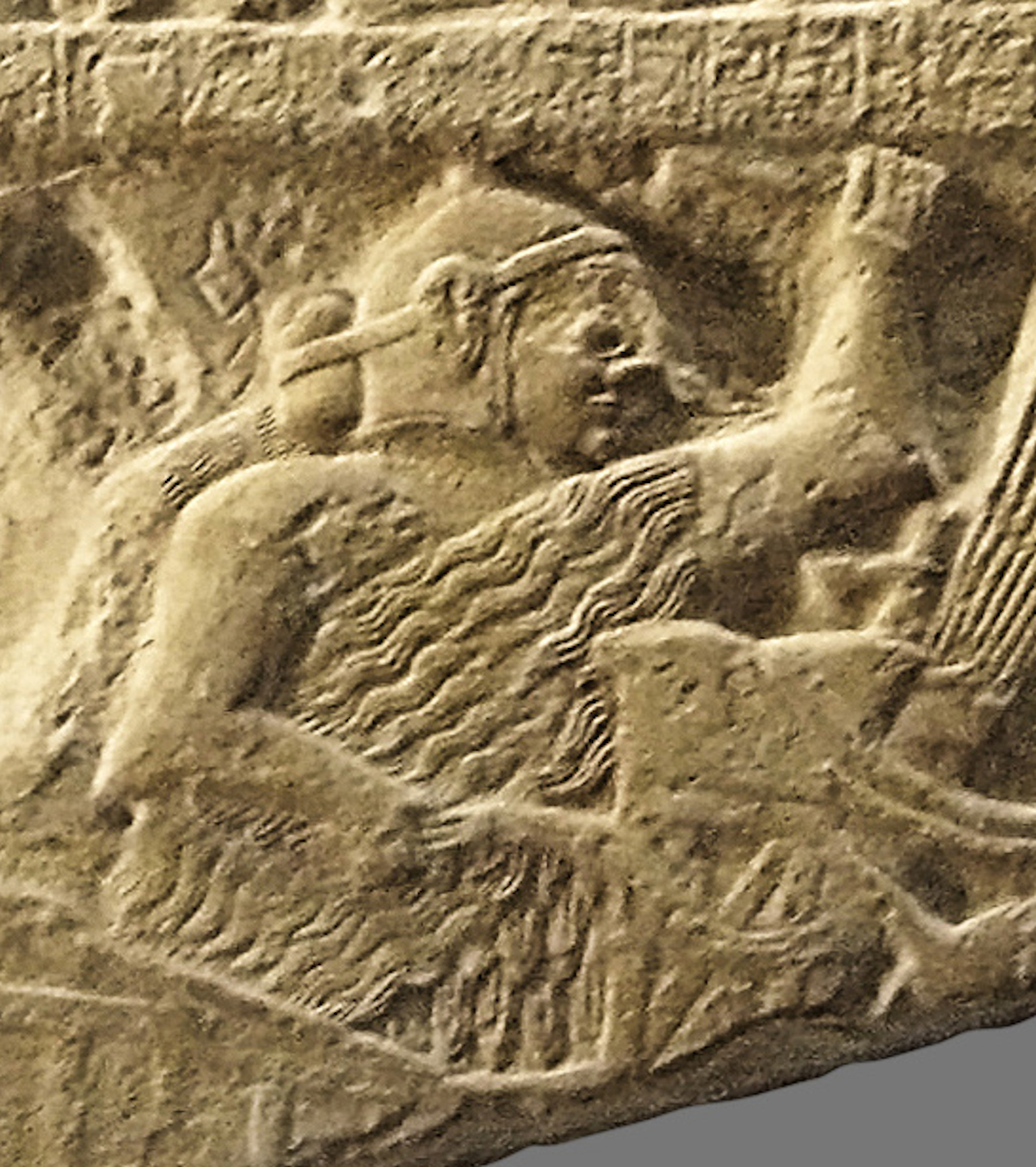
Eannatum ridandes i en stridsvagn (Bild från gam-stelen).

Eannatum var en Sumerisk furste över staden Lagash, omkring 2450 f. Kr., och genomförde en av historiens äldsta dokumenterade erövringskrig, skildrad på den så kallade Gam-stelen som i kilskrift och reliefbilder visar hur han besegrar innevånarna i grannstaden Umma och numera kan ses på Louvren.
Dokument antyder att han skall ha fört erövringskrig så långt som till Elam, och att han besegrade flera andra grannstater. Eannatum stupade dock i ett slag och efter hans död förlorade Lagash i betydelse. Han efterträddes av sin bror En-anna-tum I.

## Erövrandet av Sumer
Eannatum skall  ha erövrat städerna Ur, Nippur, Akshak, Larsa (där han besegrar kung Zuzu) och Uruk (där han besegrar kung Enshakushanna som tidigare åtminstone påstod sig ha makten över Mesopotamien). Han annekterade även Kungadömet Kish som dock återfick sin självständighet efter hans död och tvingade staden Umma att betala tribut till gudarna. Varje person i Umma var tvungen att ge en viss mängd säd till Templen tillägnade gudinnan Nina och guden Ingurisa. Tributen utkrävdes efter att Eannatum besegrat Ummas arme på Gu-edin fälten (ett fruktbart område mellan Lagash och Umma). Eannatum skall ha grundat många tempel under sin tid som härskare, framför allt i Lagash där han även skall ha utökat staden genom att bygga stadsdelen Nina. Han beordrade även utvidgandet av stadens kanalsystem.

## Utanför Sumer
Eannatum erövrade även områden utanför Sumer. Han intog delar av Elam, till exempel staden Az vid persiska gulfen. Han skall ha krossat staten Shubur som skall ha legat vid floden Tigris norra del och han skall även ha krävt tribut av staden Mari som låg i nuvarande Syrien. Eannatum hade under sin regeringstid dock stora problem med uppror i sitt rike.

## Gam-stelen
Den så kallade Gam-stelen är en fragmenterad stele i kalksten som idag finns i Louvren. Stelen hittades av arkeologer i Irak 1881 och är efter restoration 180 cm hög och 130 cm bred. Stelen tros a skapats 2500-2400 f.kr. och är ett monument till Eannatums seger över Kung Enakalle av Umma.
Gam-stelen visar olika händelser under kriget. På ett ställe visas kung Eannatum (hans namn inskrivet runt hans huvud) stående framför sina beväpnade soldater, hållande ett böjt vapen bestående av tre metallbitar sammanbundna av ringar. På ett annat ställe ses Eannatum (hans namn än en gång skrivet runt hans huvud), ridandes i en stridsvagn mitt i strid och följd av soldater bärandes kiltar, hjälmar och spjut. En annan bild på stelen visar krigsguden Ninurta som håller tillfångatagna Ummaiter i sitt nät. Detta tyder på att Eannatum tillskrev segern till Ninurta och därmed ansåg sig vara under den gudens beskydd.